# ناحیه گه-جیبوا
ناحیه گه-جیبوا (به لاتین: Gôh-Djiboua District) یک منطقهٔ مسکونی است که در ساحل عاج واقع شده‌است. ناحیه گه-جیبوا ۱۷٬۵۸۰ کیلومتر مربع مساحت و ۱٬۶۰۵٬۲۸۶ نفر جمعیت دارد.